# Eleições parlamentares na Palestina em 2006
Eleições parlamentares na Palestina em 2006 foram as eleições realizadas em 25 de janeiro daquele ano, para escolha dos 132 membros do Conselho Legislativo da Palestina (CLP), órgão legislativo da Autoridade Nacional Palestina (ANP). Desconsiderando as eleições municipais e presidenciais de 2005, esta foi a primeira eleição na ANP desde 1996. Desde então, os pleitos agendados foram adiados em razão do conflito israelense-palestino. Eleitores da Faixa de Gaza, da Cisjordânia e de Jerusalém Oriental, territórios então ocupados por Israel, participaram do pleito.

## Resultados
Os resultados finais da eleição deram vitória ao Hamas, que conquistou 74 assentos no CLP. O Hamas nunca havia tido representação no Conselho Legislativo da Palestina, pois havia boicotado as eleições legislativas anteriores,  por considerar ilegítima a Autoridade Palestina, criada pelos acordos de Oslo.
O Fatah, até então governista, teve sua bancada reduzida em 10 cadeiras, elegendo 45 deputados. A maioria absoluta conquistada pelo Hamas no CLP  garantiu-lhe o direito de formar o novo governo da ANP. Nas listas eleitorais, o Hamas recebeu 44,4% dos votos contra 41,4% do Fatah. Nos distritos eleitorais, os candidatos do Hamas receberam 41,7% dos votos contra 36,9% dos candidatos do Fatah.
Após a derrota eleitoral, o então primeiro-ministro da ANP Ahmed Qorei renunciou ao cargo, mas continuou como primeiro-ministro interino até a posse de Ismail Haniya, do Hamas, em 19 de fevereiro de 2006, atendendo ao pedido do presidente Mahmoud Abbas. O grupo conhecido como Quarteto para o Oriente Médio (Estados Unidos, Rússia, União Europeia e Organização das Nações Unidas) ameaçou cortar as verbas destinadas à ANP se  Haniya tomasse posse do cargo.
| Partido                 | Partido                                       | Proporcional | Proporcional    | Proporcional | Uninominal | Uninominal      | Uninominal | Total     |
| Partido                 | Partido                                       | Votos        | %               | Lugares      | Votos      | %               | Lugares    | Total     |
| ----------------------- | --------------------------------------------- | ------------ | --------------- | ------------ | ---------- | --------------- | ---------- | --------- |
|                         | Hamas                                         | 440 409      | 44,45 / 100,00  | 29 / 66      | 1 932 168  | 40,82 / 100,00  | 45 / 66    | 74 / 132  |
|                         | Fatah                                         | 410 554      | 41,43 / 100,00  | 28 / 66      | 1 684 441  | 35,58 / 100,00  | 17 / 66    | 45 / 132  |
|                         | Frente Popular para a Libertação da Palestina | 42 101       | 4,25 / 100,00   | 3 / 66       | 140 074    | 2,96 / 100,00   | 0 / 66     | 3 / 132   |
|                         | A Alternativa (FDLP-PPP-UDP)                  | 28 973       | 2,92 / 100,00   | 2 / 66       | 8 216      | 0,17 / 100,00   | 0 / 66     | 2 / 132   |
|                         | Iniciativa Nacional Palestina                 | 26 909       | 2,72 / 100,00   | 2 / 66       |            |                 |            | 2 / 132   |
|                         | Terceira Via                                  | 23 862       | 2,41 / 100,00   | 2 / 66       |            |                 |            | 2 / 132   |
|                         | Frente da Luta Popular Palestiniana           | 7 127        | 0,72 / 100,00   | 0 / 66       | 8 821      | 0,19 / 100,00   | 0 / 66     | 0 / 132   |
|                         | Frente Árabe Palestiniana                     | 4 398        | 0,44 / 100,00   | 0 / 66       | 3 446      | 0,07 / 100,00   | 0 / 66     | 0 / 132   |
|                         | Frente pela Libertação da Palestina           | 3 011        | 0,30 / 100,00   | 0 / 66       |            |                 |            | 0 / 132   |
|                         | Coligação Nacional pela Justiça e Democracia  | 1 806        | 0,18 / 100,00   | 0 / 66       |            |                 |            | 0 / 132   |
|                         | Justiça Palestiniana                          | 1 723        | 0,17 / 100,00   | 0 / 66       |            |                 |            | 0 / 132   |
|                         | União Democrática Palestiniana                |              |                 |              | 3 257      | 0,07 / 100,00   | 0 / 66     | 0 / 132   |
|                         | Candidatos Independentes                      |              |                 |              | 953 465    | 20,14 / 100,00  | 4 / 66     | 4 / 132   |
| Votos Inválidos         | Votos Inválidos                               | 29 864       |                 |              |            |                 |            |           |
| Total                   | Total                                         | 1 020 737    | 100,00 / 100,00 | 66 / 66      | 4 733 888  | 100,00 / 100,00 | 66 / 66    | 132 / 132 |
| Eleitorado/Participação | Eleitorado/Participação                       | 1 341 671    | 76,07 / 100,00  |              |            |                 |            |           |